# Ravenshead
Ravenshead – wieś w Anglii, w hrabstwie Nottinghamshire, w dystrykcie Gedling. Leży 16 km na północ od miasta Nottingham i 189 km na północ od Londynu.